# Gia đình hiện đại
Gia đình hiện đại (tiếng Anh: Modern Family) là một loạt phim hài kịch tình huống theo phong cách giả tài liệu về chủ đề gia đình của Mỹ, được sáng tạo bởi Christopher Lloyd và Steven Levitan cho American Broadcasting Company. Phim kéo dài 11 mùa, từ ngày 23 tháng 9 năm 2009, đến ngày 8 tháng 4 năm 2020. Phim kể về cuộc sống của ba gia đình khác biệt liên hệ với nhau qua Jay Pritchett ở vùng ngoại ô Los Angeles.
Christopher Lloyd và Steven Levitan cho ra đời bộ phim khi cùng nhau chia sẻ câu chuyện về "gia đình hiện đại" của bản thân họ. Modern Family có dàn diễn viên đồng vai chính và được làm theo phong cách giả tài liệu, với các nhân vật thường xuyên nói chuyện trực tiếp với máy quay trong các phân cảnh phỏng vấn thú nhận. 
Bộ phim được làm mới mùa thứ 10 vào ngày 10 tháng 5 năm 2017, mùa phim đã lên sóng vào ngày 26 tháng 9 năm 2018; sau đó được làm mới mùa thứ 11 và cũng là mùa cuối cùng vào ngày 5 tháng 2 năm 2019, mùa phim đã lên sóng vào ngày 25 tháng 9 năm 2019. Tập phim cuối cùng đã lên sóng vào ngày 8 tháng 4 năm 2020.
Modern Family nhận được nhiều lời khen ngợi từ giới phê bình ở những mùa phim đầu tiên. Càng về sau, phim nhận được nhiều phản ứng trái chiều, nhưng vẫn giữ được một cộng đồng người hâm mộ trung thành suốt 11 mùa và ngày càng trở nên nổi tiếng. Mùa phim cuối cùng nhìn chung đã được đón nhận một cách tích cực, và tập phim cuối cùng đã cán mốc 7,37 triệu người xem ở lần phát sóng đầu tiên. Bộ phim tài liệu hồi tưởng phát sóng trước tập cuối cùng đã có 6,72 triệu lượt người xem đầu tiên.
Phim đã thắng giải Emmy cho Loạt phim hài xuất sắc nhất trong suốt 5 năm đầu tiên và 4 giải Emmy cho Nam diễn viên phụ xuất sắc nhất trong series phim hài, Eric Stonestreet và Ty Burrell mỗi người sở hữu 2 giải, cũng như 2 giải Emmy cho Nữ diễn viên phụ xuất sắc nhất trong series phim hài cho Julie Bowen. Phim đã thắng tổng cộng 22 giải Emmy từ 75 đề cử. Phim cũng thắng một giải Quả cầu vàng cho Phim truyền hình xuất sắc nhất – Ca nhạc/Hài kịch vào năm 2011. Với 11 năm lên sóng, bộ phim đã trở thành loạt phim hài dài nhất của đài ABC.
Bản quyền phân phối phát sóng của loạt phim đã được bán cho NBCUniversal's USA Network, các đài của Fox Television Stations và nhiều đài địa phương ở các thị trường khác vào mùa thu năm 2013. Thành công của loạt phim đã đưa nó trở thành chương trình có doanh thu cao thứ mười trong năm 2012, thu về 2,13 triệu đô la mỗi tập.

## Tiền đề
Modern Family xoay quanh ba kiểu gia đình khác nhau (hạt nhân, pha trộn và đồng tính) sống ở khu vực Los Angeles, họ liên hệ với nhau thông qua Jay Pritchett và các con của ông, con gái Claire và con trai Mitchell. Người đứng đầu gia đình là Jay đã tái hôn với một người phụ nữ trẻ hơn nhiều tuổi, Gloria Delgado Pritchett (nhũ danh Ramirez), cô là một người nhập cư Colombia đầy nhiệt huyết, hai người có một cậu con trai chung là Fulgencio Joseph "Joe" Pritchett, và một cậu con trai từ cuộc hôn nhân trước của Gloria, Manuel "Manny" Delgado. Vợ cũ của Jay, Dede và chồng cũ của Gloria, Javier, đều xuất hiện thường xuyên trong phim.
Con gái của Jay, Claire là một bà nội trợ, nhưng sau đó đã trở lại giới kinh doanh. Cô hiện là giám đốc điều hành doanh nghiệp của cha mình, công ty Tủ và Rèm cửa Pritchett. Cô đã kết hôn với Phil Dunphy, một nhà môi giới bất động sản, một "người cha phong cách" tự xưng và một ảo thuật gia nghiệp dư. Họ có ba người con: Haley, một cô gái tuổi teen ngổ ngáo điển hình; Alex, cô con gái thứ 2 thông minh nhưng mọt sách; và Luke, cậu con trai duy nhất và hơi bất bình thường. Cậu bạn trai hợp rồi lại tan nhiều lần của Haley, Dylan cũng là một nhân vật cố định của phim.
Con trai Jay, luật sư Mitchell và chồng là Cameron Tucker có một cô con gái nuôi gốc Việt là Lily Tucker-Pritchett. Ở phần cuối của loạt phim, họ nhận nuôi thêm một bé trai tên Rexford.
Đúng như tên gọi, gia đình trong phim đại diện cho một gia đình thời hiện đại, và các tình huống hài hước trong tập phim được dựa trên các tình huống mà nhiều gia đình gặp phải trong cuộc sống thực.

## Diễn viên và nhân vật

### Nhân vật chính
- Ed O'Neill vai Jay Pritchett
- Sofía Vergara vai Gloria Maria Ramirez Delgado-Pritchett, người vợ thứ hai của Jay, mẹ của Manny và Joe
- Julie Bowen vai Claire Dunphy, con gái lớn của Jay, vợ của Phil, mẹ của Haley, Alex, và Luke
- Ty Burrell vai Phil Dunphy, chồng của Claire, con rể của Jay, cha của Haley, Alex, và Luke
- Jesse Tyler Ferguson vai Mitchell Pritchett, chồng của Cameron, con trai út của Jay, cha của Lily và Rexford
- Eric Stonestreet vai Cameron Tucker, chồng của Mitchell, con rể của Jay, cha của Lily và Rexford
- Sarah Hyland vai Haley Dunphy, con gái lớn của Claire & Phil
- Ariel Winter vai Alex Dunphy, con gái thứ 2 của Claire & Phil
- Nolan Gould vai Luke Dunphy, con trai út của Claire & Phil
- Rico Rodriguez vai Manny Delgado, con trai riêng của Gloria và Javier, con kế của Jay
- Aubrey Anderson-Emmons vai Lily Tucker-Pritchett, con gái nuôi của Mitchell & Cameron được sinh ra tại Việt Nam (vai chính ở mùa 3–11; ở mùa 1 và mùa 2, vai diễn được thể hiện bởi cặp song sinh Jaden Hiller và Ella Hiller).
- Jeremy Maguire vai Fulgencio "Joe" Pritchett, con trai của Jay & Gloria, em trai cùng cha khác mẹ của Claire, Mitchell & em trai cùng mẹ khác cha của Manny (xuất hiện không thường xuyên vào mùa 4–6, đóng chính ở mùa 7–11; ở mùa 4 vai diễn do Rebecca và Sierra Mark thể hiện và Pierce Wallace ở mùa 5 và 6).
- Reid Ewing[12] vai Dylan Marshall, bạn trai hợp rồi lại tan và cuối cùng là chồng của Haley (xuất hiện không thường xuyên ở mùa 1–5, 7, & 10; khách mời ở mùa 6 & 8–9; vai chính ở mùa 11).

### Cây gia phả
Các nhân vật có màu xanh lá cây xuất hiện thường xuyên trong phim. Các đường chấm chấm biểu thị quan hệ cha mẹ – con nuôi hoặc cha mẹ – con kế và các đường đứt nét biểu thị hai nhân vật đã ly hôn. † cho biết một nhân vật đã qua đời.
| Javier Delgado | Javier Delgado | Javier Delgado | Javier Delgado | Javier Delgado | Javier Delgado |               |               | Gloria Pritchett | Gloria Pritchett | Gloria Pritchett | Gloria Pritchett | Gloria Pritchett | Gloria Pritchett |                 |                 |                 |                 |                 |                 |               |  |             |             |                       |                       |                       |                       |                       |                       |  |  | Jay Pritchett            | Jay Pritchett            | Jay Pritchett            | Jay Pritchett            | Jay Pritchett            | Jay Pritchett            |  |  |                |                |                |                | DeDe Pritchett † | DeDe Pritchett † | DeDe Pritchett † | DeDe Pritchett † | DeDe Pritchett † | DeDe Pritchett † |               |               |               |               |               |               | Grace Dunphy † | Grace Dunphy † | Grace Dunphy † | Grace Dunphy † | Grace Dunphy † | Grace Dunphy † |             |             | Frank Dunphy † | Frank Dunphy † | Frank Dunphy † | Frank Dunphy † | Frank Dunphy † | Frank Dunphy † |  |  |  |  |
| Javier Delgado | Javier Delgado | Javier Delgado | Javier Delgado | Javier Delgado | Javier Delgado |               |               | Gloria Pritchett | Gloria Pritchett | Gloria Pritchett | Gloria Pritchett | Gloria Pritchett | Gloria Pritchett |                 |                 |                 |                 |                 |                 |               |  |             |             |                       |                       |                       |                       |                       |                       |  |  | Jay Pritchett            | Jay Pritchett            | Jay Pritchett            | Jay Pritchett            | Jay Pritchett            | Jay Pritchett            |  |  |                |                |                |                | DeDe Pritchett † | DeDe Pritchett † | DeDe Pritchett † | DeDe Pritchett † | DeDe Pritchett † | DeDe Pritchett † |               |               |               |               |               |               | Grace Dunphy † | Grace Dunphy † | Grace Dunphy † | Grace Dunphy † | Grace Dunphy † | Grace Dunphy † |             |             | Frank Dunphy † | Frank Dunphy † | Frank Dunphy † | Frank Dunphy † | Frank Dunphy † | Frank Dunphy † |  |  |  |  |
|                |                |                |                |                |                |               |               |                  |                  |                  |                  |                  |                  |                 |                 |                 |                 |                 |                 | Joe Pritchett |  |             |             |                       |                       |                       |                       |                       |                       |  |  |                          |                          |                          |                          |                          |                          |  |  |                |                |                |                |                  |                  |                  |                  |                  |                  |               |               |               |               |               |               |                |                |                |                |                |                |             |             |                |                |                |                |                |                |  |  |  |  |
|                |                |                |                |                |                |               |               |                  |                  |                  |                  |                  |                  |                 |                 |                 |                 |                 |                 |               |  |             |             |                       |                       |                       |                       |                       |                       |  |  |                          |                          |                          |                          |                          |                          |  |  |                |                |                |                |                  |                  |                  |                  |                  |                  |               |               |               |               |               |               |                |                |                |                |                |                |             |             |                |                |                |                |                |                |  |  |  |  |
|                |                |                |                |                |                |               |               |                  |                  |                  |                  |                  |                  |                 |                 |                 |                 |                 |                 |               |  |             |             |                       |                       |                       |                       |                       |                       |  |  |                          |                          |                          |                          |                          |                          |  |  |                |                |                |                |                  |                  |                  |                  |                  |                  |               |               |               |               |               |               |                |                |                |                |                |                |             |             |                |                |                |                |                |                |  |  |  |  |
|                |                |                |                | Manny Delgado  | Manny Delgado  | Manny Delgado | Manny Delgado | Manny Delgado    | Manny Delgado    |                  |                  |                  |                  | Merle Tucker    | Merle Tucker    | Merle Tucker    | Merle Tucker    | Merle Tucker    | Merle Tucker    |               |  | Barb Tucker | Barb Tucker | Barb Tucker           | Barb Tucker           | Barb Tucker           | Barb Tucker           |                       |                       |  |  |                          |                          |                          |                          |                          |                          |  |  |                |                |                |                |                  |                  |                  |                  |                  |                  |               |               |               |               |               |               |                |                |                |                |                |                |             |             |                |                |                |                |                |                |  |  |  |  |
|                |                |                |                | Manny Delgado  | Manny Delgado  | Manny Delgado | Manny Delgado | Manny Delgado    | Manny Delgado    |                  |                  |                  |                  | Merle Tucker    | Merle Tucker    | Merle Tucker    | Merle Tucker    | Merle Tucker    | Merle Tucker    |               |  | Barb Tucker | Barb Tucker | Barb Tucker           | Barb Tucker           | Barb Tucker           | Barb Tucker           |                       |                       |  |  |                          |                          |                          |                          |                          |                          |  |  |                |                |                |                |                  |                  |                  |                  |                  |                  |               |               |               |               |               |               |                |                |                |                |                |                |             |             |                |                |                |                |                |                |  |  |  |  |
|                |                |                |                |                |                |               |               |                  |                  |                  |                  |                  |                  |                 |                 |                 |                 |                 |                 |               |  |             |             |                       |                       |                       |                       |                       |                       |  |  |                          |                          |                          |                          |                          |                          |  |  |                |                |                |                |                  |                  |                  |                  |                  |                  |               |               |               |               |               |               |                |                |                |                |                |                |             |             |                |                |                |                |                |                |  |  |  |  |
|                |                |                |                |                |                |               |               |                  |                  |                  |                  |                  |                  |                 |                 |                 |                 |                 |                 |               |  |             |             |                       |                       |                       |                       |                       |                       |  |  |                          |                          |                          |                          |                          |                          |  |  |                |                |                |                |                  |                  |                  |                  |                  |                  |               |               |               |               |               |               |                |                |                |                |                |                |             |             |                |                |                |                |                |                |  |  |  |  |
|                |                |                |                |                |                |               |               |                  |                  |                  |                  |                  |                  | Pameron Tucker  | Pameron Tucker  | Pameron Tucker  | Pameron Tucker  | Pameron Tucker  | Pameron Tucker  |               |  |             |             | Cameron Tucker        | Cameron Tucker        | Cameron Tucker        | Cameron Tucker        | Cameron Tucker        | Cameron Tucker        |  |  | Mitchell Pritchett       | Mitchell Pritchett       | Mitchell Pritchett       | Mitchell Pritchett       | Mitchell Pritchett       | Mitchell Pritchett       |  |  |                |                |                |                |                  |                  |                  |                  |                  |                  | Claire Dunphy | Claire Dunphy | Claire Dunphy | Claire Dunphy | Claire Dunphy | Claire Dunphy |                |                |                |                |                |                | Phil Dunphy | Phil Dunphy | Phil Dunphy    | Phil Dunphy    | Phil Dunphy    | Phil Dunphy    |                |                |  |  |  |  |
|                |                |                |                |                |                |               |               |                  |                  |                  |                  |                  |                  | Pameron Tucker  | Pameron Tucker  | Pameron Tucker  | Pameron Tucker  | Pameron Tucker  | Pameron Tucker  |               |  |             |             | Cameron Tucker        | Cameron Tucker        | Cameron Tucker        | Cameron Tucker        | Cameron Tucker        | Cameron Tucker        |  |  | Mitchell Pritchett       | Mitchell Pritchett       | Mitchell Pritchett       | Mitchell Pritchett       | Mitchell Pritchett       | Mitchell Pritchett       |  |  |                |                |                |                |                  |                  |                  |                  |                  |                  | Claire Dunphy | Claire Dunphy | Claire Dunphy | Claire Dunphy | Claire Dunphy | Claire Dunphy |                |                |                |                |                |                | Phil Dunphy | Phil Dunphy | Phil Dunphy    | Phil Dunphy    | Phil Dunphy    | Phil Dunphy    |                |                |  |  |  |  |
|                |                |                |                |                |                |               |               |                  |                  |                  |                  |                  |                  |                 |                 |                 |                 |                 |                 |               |  |             |             |                       |                       |                       |                       |                       |                       |  |  |                          |                          |                          |                          |                          |                          |  |  |                |                |                |                |                  |                  |                  |                  |                  |                  |               |               |               |               |               |               |                |                |                |                |                |                |             |             |                |                |                |                |                |                |  |  |  |  |
|                |                |                |                |                |                |               |               |                  |                  |                  |                  |                  |                  |                 |                 |                 |                 |                 |                 |               |  |             |             |                       |                       |                       |                       |                       |                       |  |  |                          |                          |                          |                          |                          |                          |  |  |                |                |                |                |                  |                  |                  |                  |                  |                  |               |               |               |               |               |               |                |                |                |                |                |                |             |             |                |                |                |                |                |                |  |  |  |  |
|                |                |                |                |                |                |               |               |                  |                  |                  |                  |                  |                  | Calhoun Johnson | Calhoun Johnson | Calhoun Johnson | Calhoun Johnson | Calhoun Johnson | Calhoun Johnson |               |  |             |             | Lily Tucker-Pritchett | Lily Tucker-Pritchett | Lily Tucker-Pritchett | Lily Tucker-Pritchett | Lily Tucker-Pritchett | Lily Tucker-Pritchett |  |  | Rexford Tucker-Pritchett | Rexford Tucker-Pritchett | Rexford Tucker-Pritchett | Rexford Tucker-Pritchett | Rexford Tucker-Pritchett | Rexford Tucker-Pritchett |  |  | Dylan Marshall | Dylan Marshall | Dylan Marshall | Dylan Marshall | Dylan Marshall   | Dylan Marshall   |                  |                  | Haley Dunphy     | Haley Dunphy     | Haley Dunphy  | Haley Dunphy  | Haley Dunphy  | Haley Dunphy  |               |               | Alex Dunphy    | Alex Dunphy    | Alex Dunphy    | Alex Dunphy    | Alex Dunphy    | Alex Dunphy    |             |             | Luke Dunphy    | Luke Dunphy    | Luke Dunphy    | Luke Dunphy    | Luke Dunphy    | Luke Dunphy    |  |  |  |  |
|                |                |                |                |                |                |               |               |                  |                  |                  |                  |                  |                  | Calhoun Johnson | Calhoun Johnson | Calhoun Johnson | Calhoun Johnson | Calhoun Johnson | Calhoun Johnson |               |  |             |             | Lily Tucker-Pritchett | Lily Tucker-Pritchett | Lily Tucker-Pritchett | Lily Tucker-Pritchett | Lily Tucker-Pritchett | Lily Tucker-Pritchett |  |  | Rexford Tucker-Pritchett | Rexford Tucker-Pritchett | Rexford Tucker-Pritchett | Rexford Tucker-Pritchett | Rexford Tucker-Pritchett | Rexford Tucker-Pritchett |  |  | Dylan Marshall | Dylan Marshall | Dylan Marshall | Dylan Marshall | Dylan Marshall   | Dylan Marshall   |                  |                  | Haley Dunphy     | Haley Dunphy     | Haley Dunphy  | Haley Dunphy  | Haley Dunphy  | Haley Dunphy  |               |               | Alex Dunphy    | Alex Dunphy    | Alex Dunphy    | Alex Dunphy    | Alex Dunphy    | Alex Dunphy    |             |             | Luke Dunphy    | Luke Dunphy    | Luke Dunphy    | Luke Dunphy    | Luke Dunphy    | Luke Dunphy    |  |  |  |  |
|                |                |                |                |                |                |               |               |                  |                  |                  |                  |                  |                  |                 |                 |                 |                 |                 |                 |               |  |             |             |                       |                       |                       |                       |                       |                       |  |  |                          |                          |                          |                          |                          |                          |  |  |                |                |                |                |                  |                  |                  |                  |                  |                  |               |               |               |               |               |               |                |                |                |                |                |                |             |             |                |                |                |                |                |                |  |  |  |  |
|                |                |                |                |                |                |               |               |                  |                  |                  |                  |                  |                  |                 |                 |                 |                 |                 |                 |               |  |             |             |                       |                       |                       |                       |                       |                       |  |  |                          |                          |                          |                          |                          |                          |  |  |                |                |                |                |                  |                  |                  |                  |                  |                  |               |               |               |               |               |               |                |                |                |                |                |                |             |             |                |                |                |                |                |                |  |  |  |  |
|                |                |                |                |                |                |               |               |                  |                  |                  |                  |                  |                  |                 |                 |                 |                 |                 |                 |               |  |             |             |                       |                       |                       |                       |                       |                       |  |  |                          |                          |                          |                          |                          |                          |  |  | George         | George         | George         | George         | George           | George           |                  |                  | Poppy            | Poppy            | Poppy         | Poppy         | Poppy         | Poppy         |               |               |                |                |                |                |                |                |             |             |                |                |                |                |                |                |  |  |  |  |

Nhiều nhân vật cũng thường xuyên quay trở lại trong phim. Fred Willard vào vai khách mời là Frank, cha của Phil; ông đã được đề cử giải Nam diễn viên khách mời xuất sắc trong loạt phim hài tại Lễ trao giải Primetime Emmy lần thứ 62 nhưng đã thua cho Neil Patrick Harris trong Glee. Willard cũng được truy tặng một đề cử Nam diễn viên khách mời xuất sắc trong loạt phim hài tại Giải thưởng Primetime Emmy Nghệ thuật Sáng tạo lần thứ 72 vào năm 2020. Shelley Long xuất hiện trong hai mùa đầu tiên và một vài lần sau đó với vai DeDe Pritchett, vợ cũ của Jay và mẹ của Claire và Mitchell.
Nathan Lane xuất hiện trong vai người bạn hào hoa của Cameron và Mitchell, Pepper Saltzman, cũng đã ba lần được đề cử giải Primetime Emmy cho Nam diễn viên khách mời xuất sắc trong loạt phim hài. Adam DeVine xuất hiện trong vai Andy Bailey, "manny" (bảo mẫu nam) của Jay và Gloria, trợ lý của Phil và bạn trai cũ của Haley. 

## Phát triển và sản xuất

### Ý tưởng ban đầu
Khi hai nhà sáng tạo Christopher Lloyd và Steven Levitan kể cho nhau nghe về gia đình mình, họ nhận ra rằng những câu chuyện này có thể là tiền đề cho một bộ phim. Họ bắt đầu làm việc với ý tưởng về một gia đình được quan sát trong một chương trình theo phong cách giả tài liệu. Sau đó, họ quyết định rằng bộ phim sẽ nói về ba gia đình và trải nghiệm của họ. Ban đầu bộ phim được đặt tên là My American Family, và nhóm quay phim ban đầu được chỉ đạo bởi một nhà làm phim hư cấu người Hà Lan tên Geert Floortje, một người từng sống với gia đình Jay khi còn là sinh viên trao đổi và có tình cảm với Claire (trong khi Mitchell thì cảm nắng anh). Các nhà sản xuất sau đó cảm thấy nhân vật này không cần thiết nên đã loại bỏ. Lloyd lúc này thích coi bộ phim như là "một chương trình gia đình được thực hiện theo phong cách tài liệu".
Lloyd và Levitan đưa ý tưởng bộ phim đến với CBS, NBC, và ABC (họ không đã không đưa cho Fox vì vấn đề họ gặp phải với đài trong loạt phim hài trước, Back to You, cũng do Lloyd và Levitan sáng tạo và sản xuất). CBS, chưa sẵn sàng thực hiện cam kết lớn với một bộ phim quay theo phong cách một camera, nên đã từ chối. NBC đã cho lên sóng The Office và Parks and Recreation, quyết định sẽ không tiếp tục với một bộ phim giả tài liệu thứ ba. ABC đã chấp nhận lời đề nghị.
Tập thử nghiệm đã mang lại kết quả khả quan khi được chiếu thử cho các nhóm tập trung, kết quả là đài truyền hình đã đặt mua 13 tập và thêm bộ phim vào danh sách chương trình mùa thu 2009–10 trong thông báo lịch trình chính thức của ABC. Bộ phim đã được thu mua trọn một mùa vào tháng 10 năm 2009.

### Quay phim
Bối cảnh chính của phim là ở Los Angeles. Nhiều ngoại cảnh được sử dụng nằm ở miền tây của thành phố. Nhà của Dunphys ở khu Cheviot Hills. Tính đến năm 2014, trường Trung học Palisades Charter đã được sử dụng làm ngoại cảnh cho trường của Luke và Manny.
Cả Lloyd và Levitan, người từng tham gia sản xuất các loạt phim Frasier, Wings, và Just Shoot Me, đều là giám chế của loạt phim, đóng vai trò là nhà sản xuất và biên kịch chính dưới danh nghĩa công ty Lloyd-Levitan Productions là một chi nhánh liên kết với 20th Century Fox Television. Các nhà sản xuất bên nhóm biên kịch bao gồm Paul Corrigan, Sameer Gardezi, Joe Lawson, Dan O'Shannon, Brad Walsh, Caroline Williams, Bill Wrubel, Danny Zuker, và Jeff Morton.
Kể từ mùa thứ hai, Levitan và Lloyd không còn điều hành chương trình theo nhóm nữa mà hoạt động riêng lẻ, mỗi người giám sát một nửa số tập. "Chris và tôi đều là những người cứng rắn, có quan điểm riêng và chúng tôi rất nhanh chóng nhận ra rằng việc ngồi đây tranh luận với nhau và lãng phí thời gian là không hợp lý", Levitan nói với The Hollywood Reporter năm 2012. "Chúng tôi thường có góc nhìn khác nhau, vậy nên chúng tôi đã nói, 'Hãy thay phiên nhau đưa ra quyết định cuối cùng'".

### Kiện tụng

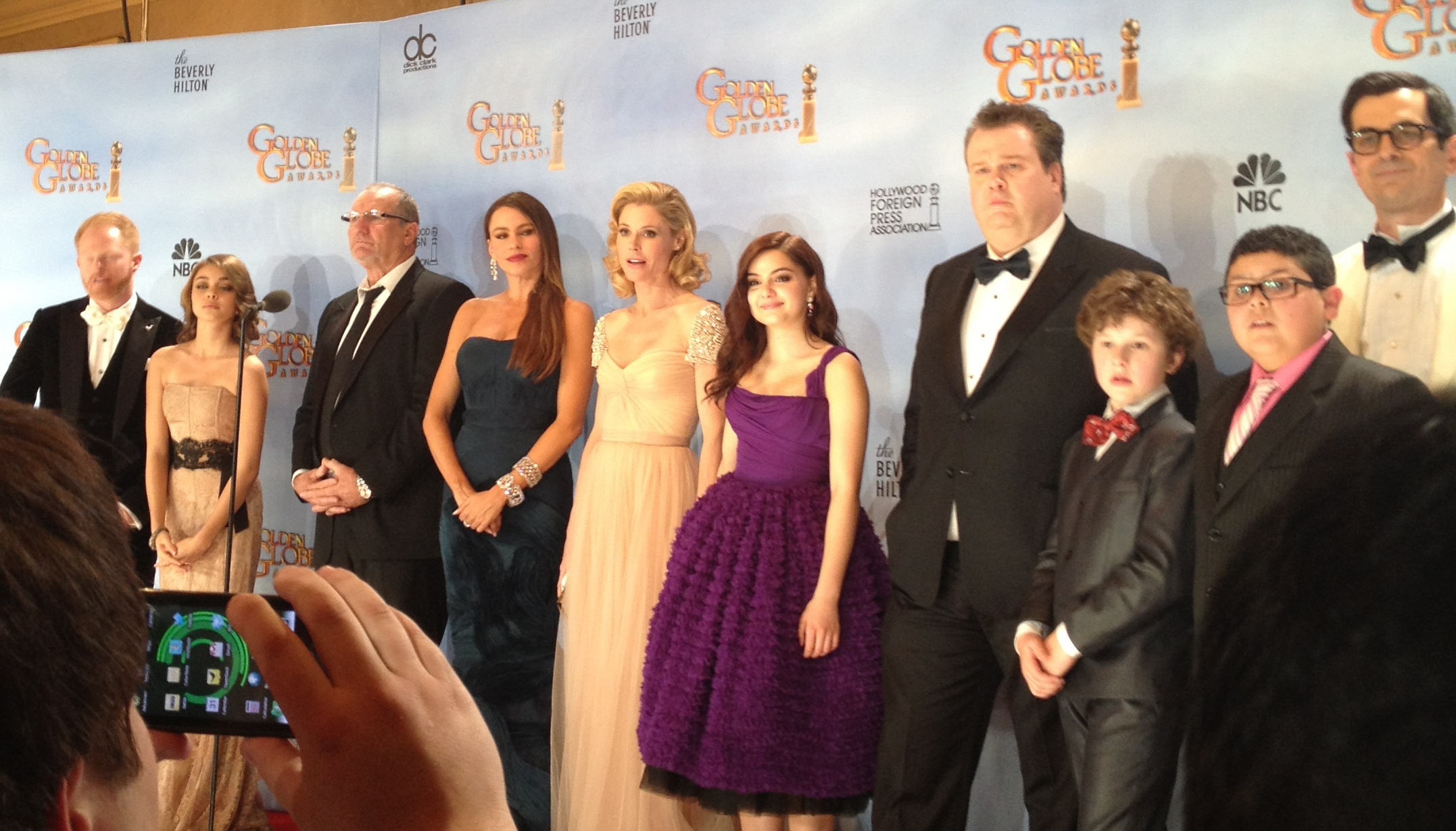
Dàn diễn viên của Gia đình hiện đại tại lễ trao giải Quả cầu vàng lần thứ 69 vào tháng 1 năm 2012

Trong mùa đầu tiên, dàn diễn viên người lớn được trả thù lao khoảng 30.000 đến 90.000 đô la mỗi tập. Do thành công của bộ phim, dàn diễn viên đã cố gắng thương lượng lại hợp đồng vào mùa hè năm 2012 để có được mức lương cao hơn cho mỗi tập, nhưng các cuộc đàm phán đã thất bại đến mức buổi đọc kịch bản đầu tiên của mùa thứ tư phải bị hoãn lại. Năm diễn viên (Ty Burrell, Julie Bowen, Jesse Tyler Ferguson, Eric Stonestreet, và Sofía Vergara) đã thuê công ty luật Quinn Emanuel và kiện Hãng truyền hình 20th Century Fox tại Tòa án Thượng thẩm Quận Los Angeles vào ngày 24 tháng 7 năm 2012. Mặc dù không tham gia vào vụ kiện, Ed O'Neill vẫn ủng hộ các bạn diễn yêu cầu tăng lương cho mỗi người lên khoảng 200.000 đô la mỗi tập; O'Neill lúc đó đã được trả thù lao mỗi tập nhiều hơn 5 người còn lại. Vụ kiện đã viện dẫn "quy tắc bảy năm" trong Mục 2855 của Bộ luật Lao động California (Luật De Havilland) và yêu cầu tuyên bố rằng hợp đồng của họ vô hiệu vì đã vi phạm quy tắc đó. Đến ngày 28 tháng 7 năm 2012, xung đột đã được giải quyết. Mức lương của năm diễn viên người lớn đã được tăng từ 55.000 – 65.000 đô la mỗi tập lên 150.000 – 175.000 đô la, và tăng lên qua từng mùa, cộng với phần trăm lợi nhuận về sau.  O'Neill đã được trả 200.000 đô la một tập phim, vì vậy lương của ông ấy bị hạ xuống ngang bằng với các bạn diễn nhưng được hưởng tỷ lệ phần trăm lợi nhuận về sau cao hơn. Vào cuối mùa hè năm đó, bốn trong số năm ngôi sao nhí đã thương lượng tăng từ 15.000 – 25.000 đô la lên 70.000 đô la mỗi tập với mức tăng thêm 10.000 đô la mỗi mùa.

## Tập phim
| Mùa | Mùa | Số tập | Số tập | Phát sóng gốc       | Phát sóng gốc       | Hạng thứ | Lượt xem (triệu người) |
| Mùa | Mùa | Số tập | Số tập | Phát sóng lần đầu   | Phát sóng lần cuối  | Hạng thứ | Lượt xem (triệu người) |
| --- | --- | ------ | ------ | ------------------- | ------------------- | -------- | ---------------------- |
|     | 1   | 24     | 24     | 23 tháng 9 năm 2009 | 19 tháng 5 năm 2010 | 36       | 9,49                   |
|     | 2   | 24     | 24     | 22 tháng 9 năm 2010 | 25 tháng 5 năm 2011 | 24       | 11,89                  |
|     | 3   | 24     | 24     | 21 tháng 9 năm 2011 | 23 tháng 5 năm 2012 | 15       | 12,93                  |
|     | 4   | 24     | 24     | 26 tháng 9 năm 2012 | 22 tháng 5 năm 2013 | 18       | 12,31                  |
|     | 5   | 24     | 24     | 25 tháng 9 năm 2013 | 21 tháng 5 năm 2014 | 19       | 11,79                  |
|     | 6   | 24     | 24     | 24 tháng 9 năm 2014 | 20 tháng 5 năm 2015 | 24       | 11,91                  |
|     | 7   | 22     | 22     | 23 tháng 9 năm 2015 | 18 tháng 5 năm 2016 | 36       | 9,83                   |
|     | 8   | 22     | 22     | 21 tháng 9 năm 2016 | 17 tháng 5 năm 2017 | 34       | 8,79                   |
|     | 9   | 22     | 22     | 27 tháng 9 năm 2017 | 16 tháng 5 năm 2018 | 58       | 7,09                   |
|     | 10  | 22     | 22     | 26 tháng 9 năm 2018 | 8 tháng 5 năm 2019  | 65       | 6,40                   |
|     | 11  | 18     | 18     | 25 tháng 9 năm 2019 | 8 tháng 4 năm 2020  | 48       | 7,10                   |

## Đề tài
Trên tờ The New York Times, Bruce Feiler đã kêu gọi chú ý đến cách bộ phim mô tả việc công nghệ truyền thông ngày càng định hình cách mọi người nhìn nhận người khác, kể cả thành viên trong gia đình. Ông viết: "[Đây] chắc chắn là bộ phim hài gia đình đầu tiên kết hợp hashtag tự phân tích đồng bộ thẳng vào cốt truyện". "Mark Zuckerberg có thể là người ảnh hưởng lớn đến Gia đình hiện đại hơn Norman Lear".
Các biên kịch và diễn viên của của phim cũng đồng ý. Abraham Higginbotham nói với Feiler rằng: “Chúng tôi đã từng bàn về việc điện thoại di động đã giết chết những bộ phim sitcom thế nào, vì không ai đến nhà ai nữa”. "Chúng ta gắn liền với công nghệ, vậy nên đó cũng là một phần của câu chuyện". Ty Burrell dựa trên quan sát của Fran Lebowitz rằng không có thể chế nào khác ngoài truyền thông. "Tôi đã lóe lên một chút ý tưởng về Phil — và tôi — rằng chúng tôi đang phân tích nhân cách của mình cùng nhau thông qua cách mọi người nhìn nhận".
James Parker của tờ The Atlantic nhận xét, "Một người sẽ trở thành 'bố mẹ' như thế nào? Ai làm gì, với 'vai trò' nào? Bố có đủ giống bố và mẹ đủ giống mẹ không?"
Trong một bài báo năm 2014 trên Slate, nhà sản xuất podcast, Andy Bowers, một cư dân của Westside, Los Angeles, nơi bộ phim quay hầu hết ngoại cảnh, đã ca ngợi loạt phim vì sự mô tả chân thực cuộc sống ở vùng đó của thành phố.

## Đón nhận

### Tỉ suất người xem
Bộ phim vẫn luôn được yêu thích kể từ lúc lên sóng. Ở mùa đầu tiên, bộ phim đã trở thành chương trình có kịch bản được đánh giá cao thứ sáu ở Mỹ và là chương trình mới có xếp hạng cao thứ ba. Nhờ việc thắng giải Primetime Emmy cho Loạt phim hài xuất sắc nhất, mùa thứ hai của phim đã trở thành chương trình phát sóng vào thứ Tư được đánh giá cao nhất trong tuần công chiếu và cũng tăng 34% so với mùa trước ở nhóm người lớn trong độ tuổi từ 18 đến 49. Phim cũng thường xuyên nằm trong top kịch bản hàng đầu dành cho người lớn từ 18–49 tuổi.
Thành công của bộ phim được sánh ngang với The Cosby Show. Trong suốt hai mùa 2010–11, Gia đình hiện đại là loạt phim có kịch bản được đánh giá cao nhất trong nhóm nhân khẩu học 18–49 tuổi và là sitcom có đánh giá tổng thể cao thứ ba sau The Big Bang Theory và Two and a Half Men của CBS. Phần này cũng được xếp hạng nhất bởi những người xem DVR.
Mùa thứ 3 đã trở thành mùa phim được đánh giá cao nhất khi công chiếu của đài ABC trong 6 năm. Thành công của bộ phim được cho là có công giúp hồi sinh thể loại phim sitcom.
Vào năm 2016, một nghiên cứu của New York Times về 50 chương trình truyền hình có nhiều lượt thích trên Facebook nhất cho thấy rằng "mẫu khán giả của Gia đình hiện đại là ví dụ điển hình về chương trình kiểu thành thị – phổ biến nhất ở các cụm đô thị tự do ở Boston, San Francisco và Santa Barbara, California, và ít phổ biến nhất ở các vùng nông thôn của Kentucky, Mississippi và Arkansas".
Mỗi mùa phim của truyền hình mạng lưới Hoa Kỳ bắt đầu vào cuối tháng 9 và kết thúc vào cuối tháng 5, trùng với việc hoàn thành các đợt quét tháng 5.

| Mùa | Khung giờ phát sóng | Tập | Lần đầu phát sóng | Lần đầu phát sóng      | Lần cuối phát sóng | Lần cuối phát sóng     | Mùa truyền hình | Xếp hạng lượt xem viên | Lượt xem trung bình (triệu người) | Xếp hạng lượt xem theo độ tuổi 18–49 | Đánh giá trung bình theo độ tuổi 18–49 |
| Mùa | Khung giờ phát sóng | Tập | Ngày              | Lượt xem (triệu người) | Ngày               | Lượt xem (triệu người) | Mùa truyền hình | Xếp hạng lượt xem viên | Lượt xem trung bình (triệu người) | Xếp hạng lượt xem theo độ tuổi 18–49 | Đánh giá trung bình theo độ tuổi 18–49 |
| --- | ------------------- | --- | ----------------- | ---------------------- | ------------------ | ---------------------- | --------------- | ---------------------- | --------------------------------- | ------------------------------------ | -------------------------------------- |
| 1   | 9:00 tối thứ Tư     | 24  | 23/9/2009         | 12,60                  | 19/5/2010          | 10,14                  | 2009–10         | 36                     | 9,49                              | 21                                   | 3,9                                    |
| 2   | 9:00 tối thứ Tư     | 24  | 22/9/2010         | 12,67                  | 25/5/2011          | 10,31                  | 2010–11         | 24                     | 11,76                             | 5                                    | 4,8                                    |
| 3   | 9:00 tối thứ Tư     | 24  | 21/9/2011         | 14,53                  | 23/5/2012          | 10,07                  | 2011–12         | 15                     | 12,93                             | 4                                    | 5,5                                    |
| 4   | 9:00 tối thứ Tư     | 24  | 26/9/2012         | 14,44                  | 22/5/2013          | 10,01                  | 2012–13         | 16                     | 12,31                             | 7                                    | 4,9                                    |
| 5   | 9:00 tối thứ Tư     | 24  | 25/9/2013         | 11,68                  | 21/5/2014          | 10,45                  | 2013–14         | 19                     | 11,79                             | 5                                    | 4,6                                    |
| 6   | 9:00 tối thứ Tư     | 24  | 24/9/2014         | 11,38                  | 20/5/2015          | 7,20                   | 2014–15         | 24                     | 11,91                             | 8                                    | 4,3                                    |
| 7   | 9:00 tối thứ Tư     | 22  | 23/9/2015         | 9,46                   | 18/5/2016          | 6,79                   | 2015–16         | 36                     | 9,83                              | 10                                   | 3,4                                    |
| 8   | 9:00 tối thứ Tư     | 22  | 21/9/2016         | 8,24                   | 17/5/2017          | 6,20                   | 2016–17         | 34                     | 8,79                              | 12                                   | 2,9                                    |
| 9   | 9:00 tối thứ Tư     | 22  | 27/9/2017         | 7,01                   | 16/5/2018          | 5,02                   | 2017–18         | 58                     | 7,09                              | 21                                   | 2,2                                    |
| 10  | 9:00 tối thứ Tư     | 22  | 26/9/2018         | 5,40                   | 8/5/2019           | 4,41                   | 2018–19         | 65                     | 6,40                              | 25                                   | 1,9                                    |
| 11  | 9:00 tối thứ Tư     | 18  | 25/9/2019         | 4,09                   | 8/4/2020           | 7,37                   | 2019–20         | 48                     | 7,10                              | 11                                   | 1,9                                    |

### Đánh giá chuyên môn

#### Mùa 1
Mùa đầu tiên đã nhận được sự khen ngợi của giới phê bình. Phim đạt 100% dựa trên 28 bài đánh giá, trên trang web tổng hợp bài phê bình Rotten Tomatoes, với điểm đánh giá trung bình 8,55/10 và sự đồng thuận của giới phê bình: "Nhờ lối viết sắc sảo và dàn nhân vật lập dị nhưng cực kỳ đáng yêu, Gia đình hiện đại báo hiệu chiến thắng cho sự trở lại của phim hài gia đình". Phần đầu tiên cũng đạt điểm số 86/100, dựa trên 27 bài đánh giá, trên trang web tổng hợp đánh giá Metacritic, cho thấy "sự khen ngợi toàn cầu".
Entertainment Weekly đã cho nó điểm A−, gọi nó là "ngay lập tức được công nhận là bộ phim sitcom mới hay nhất của mùa thu". Trong đánh giá của Times, bộ phim được mệnh danh là "bộ phim hài gia đình mới vui nhộn nhất trong năm". Phim cũng được so sánh với loạt phim Soap những năm 1970 vì khía cạnh đa gia đình. Một số đã so sánh với The Office và Parks and Recreation vì phong cách giả tài liệu. BuddyTV đã gọi bộ phim là chương trình hay thứ hai trong năm 2009, nói rằng, "Mỗi diễn viên đều tuyệt vời, mỗi gia đình đều thú vị, và không giống như nhiều bộ phim khác, không có một liên kết yếu nào". Robert Canning của IGN đã chấm phần phim 8,9 điểm và gọi nó là "Tuyệt vời" và nói "Nói một cách đơn giản, Gia đình hiện đại là một trong những bộ phim hài mới hay nhất của mùa". Anh ấy cũng khen ngợi dàn diễn viên và các nhân vật, gọi họ là đáng yêu. Theo Metacritic, mùa đầu tiên là phim truyền hình mới phát sóng được đánh giá hay nhất.
Gia đình hiện đại đã bị cộng đồng LGBT chỉ trích vì miêu tả Cameron và Mitchell không tiếp xúc thân mật với nhau. Những lời chỉ trích đã tạo ra một chiến dịch trên Facebook yêu cầu Mitchell và Cameron được phép hôn nhau. Để đối phó với tranh cãi, các nhà sản xuất đã đưa ra một tuyên bố rằng một tập phim phần hai sẽ giải quyết sự khó chịu của Mitchell khi thể hiện tình cảm nơi công cộng. Nhà sản xuất điều hành Levitan đã nói rằng thật không may khi vấn đề đã phát sinh, vì các biên kịch đã luôn lên kế hoạch cho một cảnh như vậy "như một phần của sự phát triển tự nhiên của bộ phim". Tập phim "The Kiss" cuối cùng đã được phát sóng với cảnh hôn ở hậu cảnh, thu hút nhiều lời khen ngợi từ các nhà phê bình.

#### Mùa 2
Phần thứ hai của chương trình đã nhận được hầu hết các đánh giá tích cực từ nhà phê bình. Phần hai có đánh giá 88% trên Rotten Tomatoes dựa trên 16 bài đánh giá, với điểm trung bình là 8,11/10 và sự đồng thuận: "Phần thứ hai của Gia đình hiện đại hát với cấu trúc sitcom khéo léo và hòa âm hài hòa hoàn hảo – ngay cả khi giai điệu hơi quen thuộc". Robert Bianco của USA Today đã cho phần thứ hai 4 trên 4 sao, nói rằng "Kể từ Frasier, chưa có một bộ phim sitcom nào mang đến sự kết hợp lý tưởng giữa trái tim và trí thông minh, hay chứng tỏ bản thân thành thạo rất nhiều biến thể của sự hài hước, từ cách chơi chữ tinh tế cho đến tiếng cười lớn lố bịch cho đến mọi thứ ở giữa". Trong một bài đánh giá sau đó, Bianco tuyên bố "xuất sắc như mùa đầu tiên, thậm chí còn hay hơn ở mùa thứ hai", so sánh các nhân vật ngang với các nhân vật trong The Mary Tyler Moore Show, The Cosby Show và Friends. Trong mùa thứ hai, Adweek đã vinh danh bộ phim là 1 trong số 100 chương trình truyền hình có ảnh hưởng nhất (thứ 98 theo thứ tự thời gian). Mặc dù vậy, một số nhà phê bình tỏ ra không mấy hài lòng với mùa phim và mô tả nó như một sự tụt dốc. Diễn xuất của Eric Stonestreet được khen ngợi trong suốt mùa đầu tiên, nhưng bị chỉ trích trong mùa hai vì quá giả tạo và "quá đà"; Alan Sepinwall gọi Cameron Tucker là "diva nhõng nhẽo, nhạy cảm quá mức". Mặt khác, những lời khen ngợi cho diễn xuất của Ty Burrell (trong vai Phil Dunphy) vẫn tiếp tục.

#### Mùa 3
Mùa thứ ba đã nhận được sự hoan nghênh của giới phê bình. Trên Rotten Tomatoes, phần ba có đánh giá 92% dựa trên 13 bài đánh giá, với điểm trung bình là 8,33/10 và sự đồng thuận: "Gia đình hiện đại đã đạt đến một đường mòn ổn định, liên tục đưa ra trò cười truyền cảm hứng và làm cho nó trông dễ dàng". Nhà phê bình Peter Swanson của Tạp chí Slant đã viết rằng trong khi tập đầu tiên là "kiểu thay thế địa điểm lập dị thường dành cho mùa thứ năm hoặc thứ sáu của một bộ phim sitcom sắp chết", thì các tập sau "đã hay hơn [...] nhưng vẫn không đều". Ông cũng chỉ trích các niên kịch đã dựa quá nhiều vào "các tập phim thay thế và các vhách mời nổi tiếng, như David Cross". Cuối cùng, anh ấy đã cho mùa phim 3 trên 4 sao. James Parker của The Atlantic cho biết, vào đầu mùa ba "Gia đình hiện đại rất, rất hài hước, gần như là tàn nhẫn nên... [Đó là] một chút đẳng cấp bậc thầy về tốc độ và sự ngắn gọn... Vorsprung durch Technik viết: đè nén một cách gấp gáp nhưng vẫn rất thanh lịch, hoang phí trong vẻ khờ khạo nhưng cách xây dựng lại khắc khổ". Anh nhận thấy đó là một ngoại lệ khiến anh không thích những bộ phim sitcom không sử dụng tiếng cười của khán giả. Trong mùa thứ ba, người phụ trách chuyên mục Frank Bruni của New York Times lập luận rằng những lời chỉ trích về đồng tính đối với Cameron và Mitchell thực sự cho thấy những người đồng tính tiến bộ đã đạt được sự chấp nhận của xã hội. "Một thập kỷ trước", anh ấy viết, "[những người đồng tính] hẳn sẽ chùn bước – và lớn tiếng – về tần suất Cameron nói riêng đưa ra những lời khuyên cụ thể vào bức tranh biếm họa có giọng nói cao, cổ tay khập khiễng". Nhưng giờ đây, "hầu hết những người đồng tính đều tin tưởng rằng khán giả truyền hình biết chúng tôi là một nhóm người đa dạng, không dễ bị nhồi sọ... Gia đình hiện đại ủng hộ chúng tôi với lối hài hước tầm thường. Đó là một kiểu tiến bộ kỳ quặc. Nhưng dù sao thì đó cũng là sự tiến bộ".

#### Mùa 4
Mùa thứ tư của Gia đình hiện đại nhận được những đánh giá từ trái chiều đến tích cực từ các nhà phê bình. Rotten Tomatoes hiện đánh giá phần phê duyệt là 73% dựa trên 11 bài đánh giá, với điểm trung bình là 7,75/10 và sự đồng thuận: "Gia đình hiện đại vẫn có sức hút mãnh liệt và tự hào về dàn diễn viên xuất sắc đồng đều, nhưng phần dưới của series đã làm mờ đi". Qua nửa mùa phim, Rachel Stein của Television Without Pity đã viết, "tôi thích các cặp đôi và một số đoạn hội thoại, ["New Year Eve"] chỉ là một tập tiếp theo của Gia đình hiện đại mà chúng tôi có thể trích dẫn khi nói về cách một bộ phim khác lẽ ra đã giành được giải Emmy năm 2013 cho Phim hài hay nhất". Dalene Rovenstein của tạp chí Paste đã đưa ra đánh giá tích cực về mùa phim, nhưng nói rằng mùa phim đã có thể tốt hơn.

#### Mùa 5
Mùa thứ năm của Gia đình hiện đại cũng nhận được nhiều đánh giá tích cực. Trên Rotten Tomatoes, mùa thứ năm có đánh giá 90% dựa trên 10 bài đánh giá, với điểm trung bình 7,57/10 và sự đồng thuận: "Gia đình hiện đại đã trở lại với nguồn gốc truyền thống cùng sự duyên dáng trong phần thứ năm, thú vị trong việc mang đến những tiếng cười đáng tin cậy và khơi lại sự ấm áp thương hiệu của bộ phim". Đánh giá lại tám tập đầu tiên của mùa, Matthew Wolfson của tạp chí Slant đã viết rằng bộ phim "có vẻ như cuối cùng đã đi đến điểm thấp đáng buồn và có thể dự đoán được mà nó [đã] có xu hướng trong hai năm qua". Ông cũng tiếp tục nói rằng bộ phim đã "biến thành một lời châm biếm chói tai của các nhân vật khuôn mẫu và những câu đùa hời hợt thiếu cảm giác và sự dí dỏm", gán cho nó mức đánh giá 1,5/4 sao. Các nhà văn khác nhau của The A.V. Club nhìn chung đã xếp hạng phần lớn các tập nửa trước có điểm "B–" trở xuống. Một nhà báo của tạp chí, Joshua Alston, đã cho "ClosetCon '13" điểm "C+" và nhận xét rằng "Gia đình hiện đại đã trở thành một bộ phim hành động cao khi tách các nhân vật của nó thành ba cốt truyện mà không có sự trùng lặp giữa họ". Nửa sau được đón nhận nồng nhiệt hơn, với ba tập được xếp hạng "A–" hoặc cao hơn.

#### Mùa 6
Phần thứ sáu của chương trình đã nhận được những đánh giá rất tích cực từ các nhà phê bình truyền hình, với một số người cho rằng đây là một sự cải tiến hơn vài mùa trước. Phần này có điểm đánh giá 100% trên Rotten Tomatoes dựa trên 7 bài phê bình, với điểm trung bình là 7,67/10. Joshua Alston và Gwen Ihnat của The A.V. Club đã cho phần lớn các tập là điểm "B" hoặc cao hơn với lời khen ngợi đặc biệt cho "The Day We Almost Died" và "Closet? You'll Love It!" – đánh dấu sự cải thiện so với điểm "C" được lặp lại trong suốt một nửa số tập của mùa trước. "Connection Lost" nhận được sự hoan nghênh của giới phê bình, với nhiều lời ca ngợi cách viết, tính độc đáo của tập phim và "thành công trong việc vượt lên trên những thứ có thể biến tập phim thành một mánh lới quảng cáo". Trong bài đánh giá của Gwen Ihnat của The A.V. Club cho "Closet? You're Love It!", cô tuyên bố rằng tập phim đại diện cho "tất cả các lý do tại sao chúng tôi vẫn xem Gia đình hiện đại" và trao cho tập phim điểm A–. Trên cùng một trang web, David Kallison đã đánh giá "Grill, Interrupt", nói: "Phần này chứng minh rằng phim sitcom có thể tồn tại nhờ những nhân vật và những câu đùa chắc chắn".

#### Mùa 7
Mùa thứ bảy nhận được những đánh giá từ trái chiều đến tích cực từ các nhà phê bình, với nhiều nhà phê bình gọi nó tương tự như phần thứ tư và thứ năm. Trên Rotten Tomatoes, mùa này được chấm 67% với 6 bài phê bình và điểm đánh giá trung bình là 6,5/10. Kyle Fowle từ The A.V. Club có phản ứng rất hỗn hợp với mùa phim, chỉ đưa ra một tập có điểm A– hoặc cao hơn. Fowle cảm thấy mùa phim thật khó chịu, tin rằng mùa phim sẽ được đánh giá là "sự thiếu tiến bộ của nhân vật và các tình tiết bị nhồi nhét quá mức".

#### Các mùa còn lại
Bộ phim đã được làm mới cho phần 9 và 10 vào tháng 5 năm 2017.
Phần 8 và 9 đã nhận được những đánh giá từ trái chiều đến tích cực từ các nhà phê bình, với những lời chỉ trích chủ yếu nhắm vào sự thiếu phát triển của nhân vật, nhiều tập bị nhồi nhét và quá nhiều tập thừa ở mỗi mùa. Trong khi bộ phim tiếp tục được khen ngợi vì sự quyến rũ, cách viết dí dỏm và diễn xuất của dàn diễn viên, thì những lời chỉ trích vẫn tăng lên trong những mùa này, đặc biệt là từ những nhà phê bình như The A.V. Club.
Vào tháng 1 năm 2018, Steve Levitan và Christopher Lloyd đã thông báo rằng phần 10 rất có thể sẽ là mùa cuối cùng, trong chuyến lưu diễn báo chí mùa đông của Hiệp hội các nhà phê bình truyền hình. Tuy nhiên, vào tháng 8 năm 2018, các báo cáo chỉ ra rằng ABC đang thảo luận để làm mới loạt phim cho phần thứ mười một tiềm năng.
Phần 10 đã nhận được những đánh giá tích cực từ các nhà phê bình, với lý do là phần này là một sự cải thiện đáng kể so với hai phần trước. Bộ phim được khen ngợi vì đề cập đến việc Haley mang thai, sự hài hước của Mitch và Cam chăm sóc Cal, và cách đối phó với sự thay đổi theo hướng tích cực. Các tập phim 'Torn Between Two Lovers', 'Good Grief' và 'A Year Of Birthdays' được khen ngợi đặc biệt.
Bộ phim đã được làm mới phần thứ mười một vào ngày 7 tháng 1 năm 2019, được xác nhận là phần cuối cùng vào ngày 5 tháng 2 cùng năm. Phần cuối cùng được công chiếu vào ngày 25 tháng 9 năm 2019 và phát sóng tập cuối cùng vào ngày 8 tháng 4 năm 2020.
Tương tự, phần 11 chủ yếu nhận được đánh giá tích cực. Phần được đánh giá cao vì các chủ đề thay đổi và kết thúc, và sự hài hước được cải thiện so với các phần trước, đặc biệt các tập đáng chú ý là 'The Prescott', 'Legacy,' 'Spuds' và 'Finale'.
Tập cuối cùng của Gia đình hiện đại, Finale, phát sóng ngày 8 tháng 4 năm 2020 và nhận được điểm B+ từ Kyle Fowle của The A.V. Club, trích dẫn rằng 'có một gì đó thỏa mãn về chất lượng thấp của nó. Đại kết cục không nhất thiết phải hướng đến những cảm xúc quá đà. Thay vào đó, mọi thứ được cá nhân hóa. Đó là một kết cục phù hợp với Gia đình hiện đại vì nó diễn ra vào năm 2020, một chương trình đã ổn định về tuổi già. Đây là một kết cục vừa gọn gàng vừa chưa hoàn thiện, và điều đó mang lại cảm giác vừa phải'. Tập phim đã được các nhà phê bình và người hâm mộ khen ngợi, đặc biệt là vì sự hài hước trong cảnh trượt băng của Claire và Mitchell, cảnh karaoke của Mitchell và Cam, và trò đùa cuối cùng của lũ trẻ Dunphy về Luke, TV Fanatic đã nói, 'một trong những điểm nổi bật của tập phim là những cảnh giữa Haley, Alex và Luke'. Các nhà phê bình cũng khen ngợi việc Gloria cuối cùng đã để Manny ra đi, mô tả cảnh phim như mang lại sự trọn vẹn giữa hai nhân vật. Thông điệp 'để lại ánh sáng ngoài hiên' của tập phim cũng được khen ngợi, thể hiện được sự dâng trào cảm xúc của nốt nhạc kết với người hâm mộ và các nhà phê bình.

### Giải thưởng

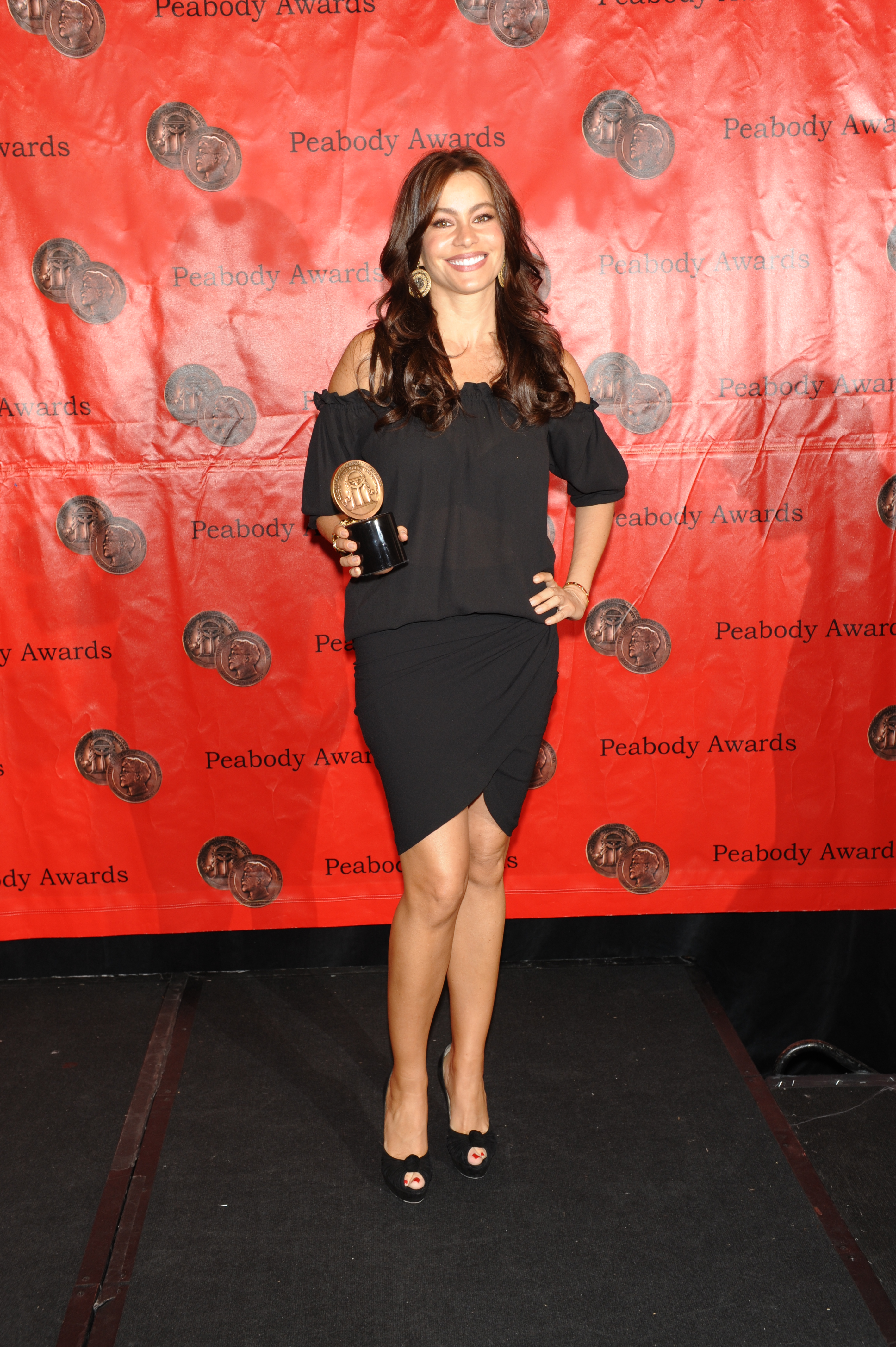
Sofía Vergara và giải thưởng Peabody Thường niên lần thứ 69 dành cho Gia đình hiện đại

Gia đình hiện đại đã thắng 22 giải Primetime Emmy và 6 giải của Hiệp hội Biên kịch Mỹ. Bộ phim sau đó cũng nhận được Giải thưởng GLSEN Respect cho "những hình ảnh và cốt truyện tích cực phản ánh một nước Mỹ đa dạng, bao gồm cả việc mô tả về một gia đình do cặp đôi đồng tính đứng đầu". Năm 2010, Gia đình hiện đại được đề cử 5 giải của Hiệp hội các nhà phê bình truyền hình.  Để củng cố ý tưởng về dàn diễn viên đồng vai chính, tất cả diễn viên đều tự nộp đề cử ở các hạng mục Nam diễn viên phụ và Nữ diễn viên phụ thay vì Nam diễn viên chính và Nữ diễn viên chính tại lễ trao giải Primetime Emmy lần thứ 62. Bộ phim cũng được nhiều nhà phê bình đưa vào danh sách. Năm 2010, bộ phim được xếp hạng thứ 2 trong Top 10 chương trình hay nhất năm 2009 của Time, hạng 2 trong Top 10 chương trình hay nhất năm 2009 của BuddyTV, phim truyền hình hay nhất năm 2009 của Jason Hughes, Gia đình hiện đại đã được trao tặng giải Peabody năm 2009. Năm 2012, phim đã thắng giải Quả cầu vàng cho Phim truyền hình hay nhất - Thể loại Nhạc kịch hoặc Hài kịch và được đề cử cho Giải thưởng Truyền hình của Viện Hàn lâm Anh Quốc. Mỗi mùa (từ 2009 đến 2012) của phim đều được Viện phim Mỹ vinh danh là một trong 10 mùa phim truyền hình hay nhất của năm.
Cả Đệ nhất phu nhân Michelle Obama, trong một cuộc phỏng vấn với Kal Penn tại Hội nghị Quốc gia Dân chủ 2012, và Ann Romney, trong một cuộc phỏng vấn với The Insider, đều đã trích dẫn Gia đình hiện đại là chương trình truyền hình yêu thích của họ.
Vào tháng 6 năm 2013, Hiệp hội Biên kịch Hoa Kỳ đã xếp Gia đình hiện đại đứng thứ 34 trong danh sách 101 bộ phim truyền hình có kịch bản hay nhất từng được thực hiện.
Vào tháng 12 năm 2013, TV Guide xếp bộ phim ở hạng 43 trong danh sách 60 phim truyền hình hay nhất mọi thời đại.

### Chỉ trích
Michelle Haimoff của Christian Science Monitor chỉ trích bộ phim chỉ cho phụ nữ ở nhà làm nội trợ trong khi những người chồng có sự nghiệp rất thành công: "Có sự khác biệt giữa những nhân vật kỳ quặc, thiếu sót và những người không có khả năng thành công trong nghề nghiệp. Và sau cùng là phụ nữ đáng tin cậy, nó làm cho truyền hình phân biệt giới tính. Nó cũng khiến cho truyền hình trở nên phi thực tế". Biên kịch của Late Night with Jimmy Fallon, Ali Waller đã hỏi những người theo dõi Twitter của cô ấy: "Nếu Gia đình hiện đại rất 'hiện đại' thì tại sao không có bất kỳ người phụ nữ nào có việc làm?" Các tác giả khác củng cố lời chỉ trích này, cho rằng những bà mẹ nội trợ không còn là chuẩn mực trong xã hội ngày nay. Trong mùa 4 của phim nhân vật Claire Dunphy tiết lộ rằng cô ấy đã cố gắng tìm việc làm, vì bây giờ cả ba đứa con của cô đều không cần một người mẹ ở nhà nhiều nữa, nhưng cô cảm thấy khó khăn khi trở lại làm việc sau một thời gian dài gián đoạn, dù cho cô đã có bằng đại học. Trong phần 5, Claire trở lại làm việc tại công ty tủ quần áo của cha cô là Jay Pritchett.
Theo bình luận của một nhân viên CNET về một tập phim ở mùa đầu tiên: "Vợ và con gái không thể học cách sử dụng điều khiển từ xa và phải được dạy bởi người cha, trong khi cậu con trai lại 'giỏi về điện tử', mặc dù thằng bé được cho là thành viên ngu ngốc nhất trong gia đình". Arianna Reiche từ Gawker nhận xét về tập phim "Game Changer" trong đó Gloria che giấu kỹ năng chơi cờ vua của mình để chồng cô không buồn khi thua cuộc: "Đây hẳn là thời điểm tốt nhất cho một lời châm biếm ngu ngốc về sự thỏa hiệp trong một bộ phim thường làm theo hướng độc đoán, và tại tệ nhất, đó là một khoảnh khắc trong bộ phim với 9,3 triệu người xem, trên mạng lưới thuộc sở hữu của Disney, người từng khẳng định rằng các bé gái và phụ nữ đang kìm nén trí tuệ của mình". Cuối cùng, phim tập trung nhiều hơn vào quá trình phát triển sự nghiệp của Claire, với việc cô tranh cử vào hội đồng thành phố, tân trang nhà cửa, kiếm việc làm trong mùa thứ năm và cuối cùng đảm nhận vị trí Giám đốc điều hành công ty của Jay.

## Phân phối, phát sóng trực tuyến, và phát sóng quốc tế
Loạt phim đã được USA Network chọn phát hành với giá 1,5 triệu đô la mỗi tập, cùng với việc được cung cấp phân phối tại địa phương cùng lúc, với Fox Television Stations là nhóm đài dẫn đầu chọn loạt phim. Bộ phim cũng được chiếu trên Sky One ở Vương quốc Anh, Fox ở Thụy Điển, yes Comedy ở Israel và Star World ở Ấn Độ. Tại Canada, bộ phim được phát sóng trên Citytv trong mười mùa đầu tiên. Ngoài ra, mạng lưới truyền hình còn đạt được các quyền cung cấp sẵn có cho loạt phim. Sau đó, loạt phim chuyển sang Toàn cầu cho mùa thứ mười một và cuối cùng.
Ở một số quốc gia khác ngoài Hoa Kỳ, bộ phim có thể xem trực tuyến trên Netflix.
Bộ phim đã phát trực tuyến toàn bộ trên Hulu và Peacock vào ngày 3 tháng 2 năm 2021.

## Chuyển thể
- Chile: MEGA là công ty đầu tiên trên thế giới mua bản quyền của Gia đình hiện đại để sản xuất phiên bản của riêng họ, với tựa đề Familia moderna, được công chiếu vào ngày 3 tháng 12 năm 2015.[184] Một điểm khác biệt trong phiên bản này là Mitchell và Cameron không nhận con nuôi mà thay vào đó, một trong số họ là cha ruột của đứa trẻ do hậu quả của một lần say rượu. Họ giành quyền nuôi con trong khi người mẹ đi du lịch nước ngoài.[185]
- Hy Lạp: Mega Channel đã mua bản quyền của Gia đình hiện đại cho Hy Lạp và Cộng hòa Síp và thông báo chuyển thể ngôn ngữ Hy Lạp, dưới tên Moderna Oikogeneia, được công chiếu vào ngày 20 tháng 3 năm 2014.[186][187]
- Iran: Đài truyền hình Cộng hòa Hồi giáo Iran đã sản xuất một bản làm lại từng cảnh của Gia đình hiện đại, có tựa đề là Haft Sang, công chiếu vào ngày 30 tháng 6 năm 2014. Tuy nhiên, trong phiên bản này, mối quan hệ đồng giới giữa Cam và Mitchell của loạt phim gốc là được thay thế bằng một mối quan hệ khác giới.[188] Ngoài ra, nhân vật của Haley Dunphy được thay thế bằng một cậu bé tuổi teen.[189] Theo sự thay đổi này, bạn trai của Haley là Dylan cũng được thay thế bằng một người bạn thân.[190]

## Phần phụ tiềm năng
Vào tháng 6 năm 2020, chủ tịch ABC Entertainment, Karey Burke đã thảo luận về phần phụ của Gia đình hiện đại xoay quanh cặp đôi Mitch và Cam, lấy cảm hứng từ ý tưởng của người đồng sáng tạo và điều hành sản xuất loạt phim, Steve Levitan.